# أوسوتو غاري

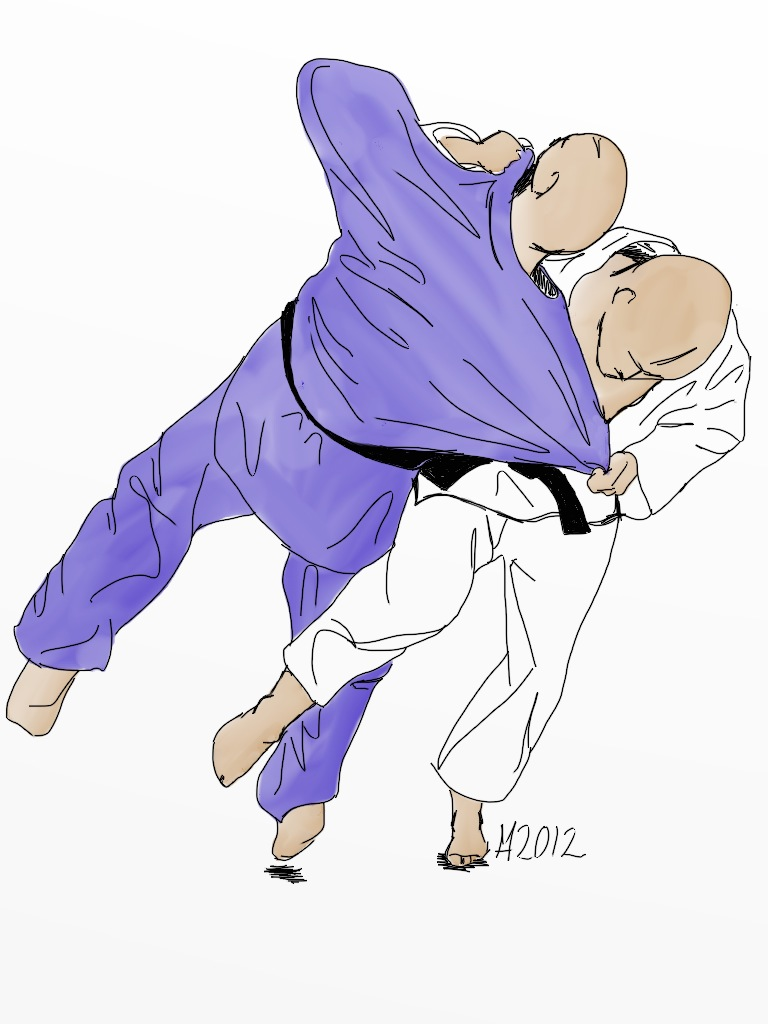
Ō-soto-gari

أوسوتو غاري. (باليابانية: 大外刈)، هي تقنية من بين أربعين تقنيات الرمي  آشي وازا  الأصلية في الجودو التي طورها جيغورو كانو.
تنتمي إلى المجموعة الأولى، داي إكيو (Dai Ikkyo)، من قائمة الرمي التقليدية، جوكيو (نو وازا) Gokyo (no waza)، كودوكان جودو. وهي أيضًا واحدة من 67 رمىة في كودوكان للجودو.
أوسوتو جارى تصنف من ضمن حركات آشي وازا (ashi waza) يعنى حركات الرجل، إنها تقنية مستخدمة على نطاق واسع، ويجب أن يتعلمها لاعبو الجودو من بداية تدريبهم.

## وصف الفني
يتم جذب ساق الخصم من الخارج مع دفع الخصم للأمام وإسقاطه أرضاً.
الخصم واقف على رجل واحده وتوازنه معدوم وأنت تريد طرحه أرضا اذهب برجلك اليسار جانب رجل الخصم أوقف على مقدمة الرجل اليسار يعنى على اطراف اصابعك ولما تريد أن تقطع بالرجل اليمين لازم تفرد القدم للأمام مباشرة وتبقى مفروده تمام ولاتثنيها ابدا من عند الركبة والاصبع الكبير مفرود للأمام مباشره وطلعها لفوق على قدر ما تستطيع فردها ثم تنزل بها على رجل الخصم من الخلف بكل قوة مع الشد لناحية اليمين والدفع في نفس الوقت.

## مقالات ذات صلة
- جودو

## وصلات خارجية
- حركات الحزام الأصفر 5-kyu | تعلم رياضة الجودو
- الجودو